# Christopher Norris
Christopher Norris (* 7. Oktober 1953 in New York City, USA) ist eine US-amerikanische Schauspielerin.
Sie gab 1967 im Alter von 14 Jahren ihr Schauspieldebüt in einer Fernsehserie. 1971 spielte sie in dem Film Mortadella die Rolle der Lydia. Von 1979 bis 1985 spielte Norris die Krankenschwester Gloria 'Ripples' Brancusi in Trapper John, M.D. In den folgenden Jahren trat die Schauspielerin in einigen Filmen und Serien auf. So war sie von 1989 bis 1990 in der Seifenoper California Clan als Laura Asher zu sehen. Für diese Rolle wurde sie 1991 für den Soap Opera Digest Award nominiert. Zuletzt trat sie 1998 und 1999 in der Serie Another World in Erscheinung.
Christopher Norris war von 1980 bis 1998 mit Walter Danley verheiratet.

## Filmografie (Auswahl)
- 1968: The Thanksgiving Visitor (Fernsehfilm)
- 1971: Sommer ’42 (Summer of ’42)
- 1971: Mortadella (Lady Liberty)
- 1973: The Great American Beauty Contest (Fernsehfilm)
- 1974: Giganten am Himmel (Airport 1975)
- 1974: Goodnight Jackie
- 1975: The Hatfields and the McCoys (Fernsehfilm)
- 1976: Friß meinen Staub (Eat My Dust!)
- 1976: SOS in den Wolken (Mayday at 40,000 Feet!, Fernsehfilm)
- 1977: Wonder Woman (Fernsehserie, Folge 1x14 Hinter den Kulissen)
- 1977: Happy Days (Fernsehserie, Folge 4x24 Buchmacher leben gefährlich)
- 1978: Fantasy Island (Fernsehserie, Folge 2x06)
- 1978: Die Dame des Hauses (Lady of the House, Fernsehfilm)
- 1978: Barnaby Jones (Fernsehserie, Folge 7x08)
- 1979–1985: Trapper John, M.D. (Fernsehserie, 130 Folgen)
- 1980: Highway Chaos (The Great American Traffic Jam, Fernsehfilm)
- 1980–1987: Love Boat (The Love Boat, Fernsehserie, 7 Folgen)
- 1983–1988: Hotel (Fernsehserie, 4 Folgen)
- 1985: Jeff Beck: Ambitious
- 1986/1988: Mord ist ihr Hobby (Murder, She Wrote, Fernsehserie, 2 Folgen)
- 1987: Mike Hammer (Mickey Spillane's Mike Hammer, Fernsehserie, Folge 3x17)
- 1987: Matlock (Fernsehserie, Folge 2x04)
- 1989–1990: California Clan (Santa Barbara, Fernsehserie, 184 Folgen)
- 1992: Springfield Story (Guiding Light, Fernsehserie, 3 Folgen)
- 1998: Diagnose: Mord (Diagnosis: Murder, Fernsehserie, Folge 5x15)
- 1998–1999: Another World (Fernsehserie, 9 Folgen)